# Дафне Таув
Дафне Таув (нід. Daphne Touw, 13 січня 1970) — нідерландська хокеїстка на траві.
Бронзова призерка Олімпійських Ігор 2000 року.
Срібна призерка Трофею чемпіонів 1993, 1999 років, бронзова призерка 1997 року.
Срібна призерка Чемпіонату світу 1998 року.